# Тавтологія (риторика)
Тавтологія (дав.-гр. ταυτολογία від дав.-гр. ταυτο — те ж саме та дав.-гр. λόγος — мова) — у риториці, використання повторювання або надлишковості у мові, коли одна частина висловлювання повністю або частково дублює зміст іншої. Мимовільне повторювання слів під час мовлення є медичною проблемою — баттологією.
Тавтологію іноді вважають різновидом плеоназму, або називають «хибним плеоназмом» — тобто таким плеоназмом, який не є виправданим ані з логічної, ані з експресивної та стилістичної точки зору (наприклад, «більш тепліший» замість «тепліший», або «популярні шлягери», «відомі зірки естради», «одноголосний консенсус», «прайс-лист цін» та ін.). Здебільшого, вживання таких тавтологій є проявом недостатньої логічної та мовної грамотності.
Найочевиднішою тавтологія виглядає у словосполученнях, де дублюється один корінь (наприклад, «масляне масло») або корені різномовного походження з аналогічним змістом («пам'ятний сувенір», «народний фольклор»), але у деяких випадках такі слова насправді використовуються у дещо різних значеннях і не повністю дублюють зміст один одного. Наприклад, у словосполученнях «чорне чорнило» чи «біла білизна» повторюються корені, але не значення, оскільки чорнило буває не тільки чорним, а білизна — не тільки білою. Буквальне значення латинського слова «республіка» (res publica) — «справа народна», однак словосполучення «Народна Республіка» здебільшого не сприймається як тавтологічне.
Тавтологічні конструкції входять також до експресивно-стилістичних плеоназмів, які активно використовуються в образній народній та художній мові: «плакати гіркими сльозами», «думу думати», «гори воно вогнем».
Використання повторів чи часткове дублювання змісту, яке покращує стиль або робить висловлювання більш чітким і зрозумілим, зазвичай не характеризується як тавтологія, хоча і використовує для передачі змісту надлишкові засоби. Іноді дублювання змісту використовується для того, щоб підсилити або зробити наголос на певному аспекті висловлювання: наприклад, подарунок за визначенням є безкоштовним, але дуже часто говорять «безкоштовний подарунок», щоб наголосити, що немає жодних прихованих зобов'язань, фінансових або будь-яких інших.

## Тавтологія у визначенні поняття
Тавтологія у визначенні поняття — дефініція предмету декількома подібними по значенню словами, коли змінюється лише незначна словесна форма виразу. Наприклад, «державне управління — це управління державою», «патріот своєї батьківщини», «сім осіб управлінців». Такі прості повтори подібних по значенню слів нічого суттєвого не виражають. Існують також складні речення, котрі мають подібну помилку: «ціна товару зменшилася, тому що вона знизилася».